# ひざきりゅうた
ひざき りゅうたは、日本の漫画家。一迅社の4コマ雑誌である「まんが4コマぱれっと」で『みちなる』を連載していた。『DARKER THAN BLACK -流星の双子-』、『けいおん』、『キルミーベイベー』『艦隊これくしょん』等のジャンルで同人活動も行なっている。

## 作品
- みちなる（まんが4コマぱれっと）